# Jxdn
Jxdn, pseudonimo di Jaden Isaiah Hossler (Dallas, 8 febbraio 2001), è un cantante statunitense.

## Biografia
Cresciuto in Texas, Jxdn si è fatto conoscere attraverso le reti sociali, in particolar modo su TikTok. Il singolo Angels & Demons, certificato oro dalla Music Canada e Recording Industry Association of America, è stato il suo primo ingresso nella Irish Singles Chart ed è stato estratto dal suo primo album in studio, intitolato Tell Me About Tomorrow. L'LP, promosso dall'omonima tournée, ha fatto l'entrata nella Canadian Albums e nella Billboard 200 rispettivamente all'83º e 95º posto.
Jxdn ha poi collaborato con Nessa Barrett, incidendo il successo radiofonico La Di Die, uno dei più riprodotti nella Federazione Russa degli anni venti. L'artista è stato candidato per un riconoscimento sia agli MTV Video Music Awards 2021 che agli MTV Europe Music Awards 2021.
Il secondo LP, dal titolo When the Music Stops, è uscito nel giugno 2024 ed è stato anticipato dagli estratti When the Music Stops e What the Hell.

## Discografia

### Album in studio
- 2021 – Tell Me About Tomorrow
- 2024 – When the Music Stops

### Singoli
- 2020 – Comatose
- 2020 – Angels & Demons
- 2020 – So What!
- 2020 – Pray
- 2021 – Drivers License
- 2022 – Sober
- 2023 – FUMD (con Amelia Moore)
- 2023 – Elevated Heartbreak
- 2023 – Chrome Hearted
- 2023 – Romantic Homicide
- 2024 – When the Music Stops
- 2024 – What the Hell
- 2024 – Stray/Sad October
- 2025 – Velvet (con Sace6)

### Collaborazioni
- 2021 – La Di Die (Nessa Barrett feat. Jxdn)

## Tournée
- 2021/22 – Tell Me About Tomorrow Tour
- 2023 – I Hope This Never Ends Tour
- 2024 – When the Music Stops Tour